# Mitologia Egiptului Antic
Mitologia egipteană este un ansamblu de credințe și mituri religioase care s-au răspândit pe teritoriul Egiptului Antic până la apariția creștinismului și a islamului. Răspândiți de-a lungul Nilului, până la gurile de vărsare ale acestuia în Marea Mediterană, egiptenii antici nu au avut timp de mulți ani o identitate națională, fiecare așezare având proprii zei și propriile practici religioase. Marile orașe Heliopolis, Theba, Memphis și Hermopolis aveau fiecare zeul lor suprem, iar în urma unor victorii militare, ele își impuneau zeii și celorlalte așezări omenești. Cu timpul însă, se uita că unii zei au fost preluați din altă parte.
Egiptenii antici venerau și unele animale (mitologie), cum ar fi păsările (în special ibisul), pisicile, leii, taurii și crocodilii. Aceste animale aveau propriile temple, alături de zeii cerești și ctonici (subpământeni), iar după moarte erau îmbălsămate și mumificate.

## Zeii

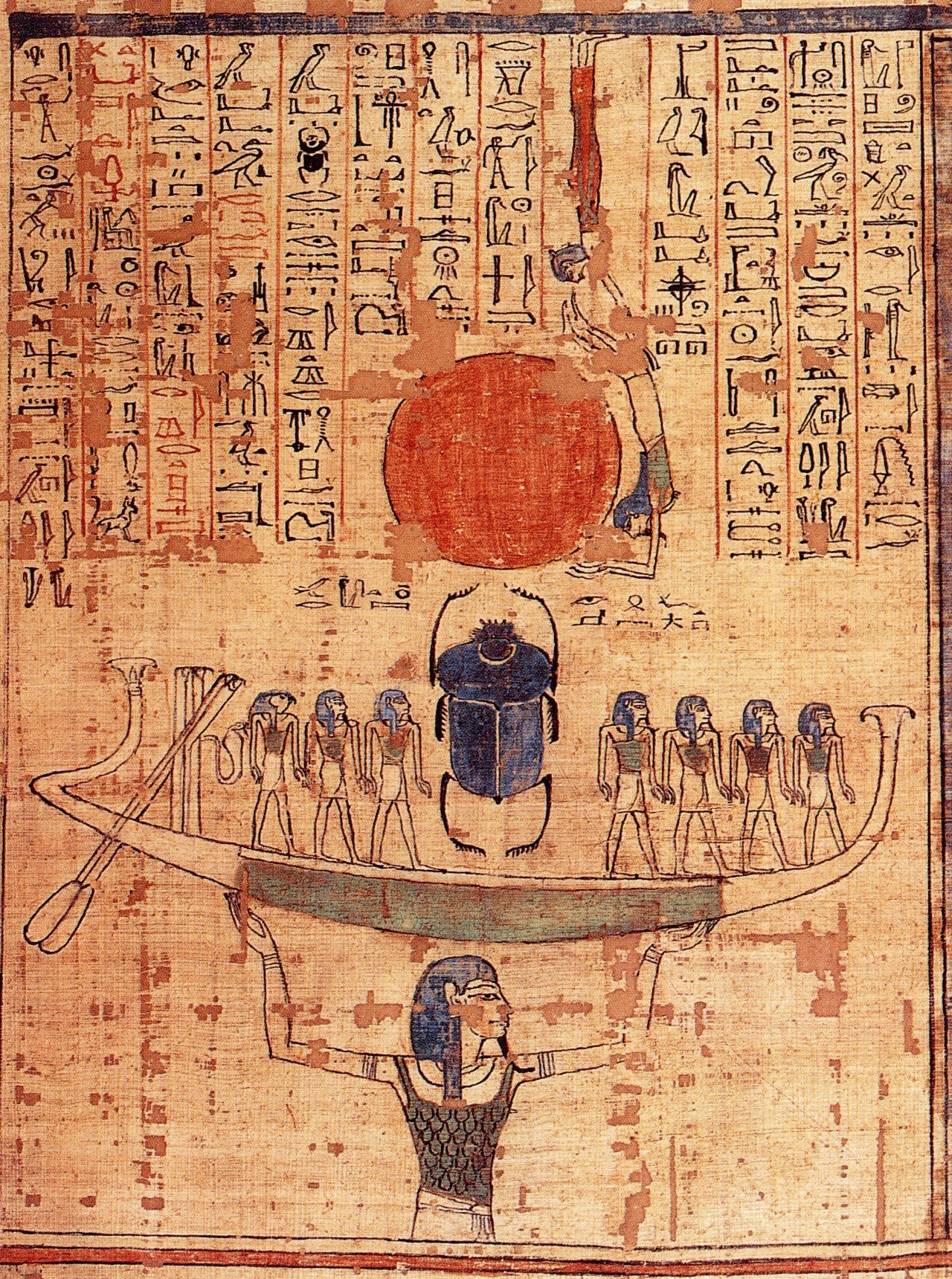
Nun, întruparea apelor primordiale, ridică la cer barca zeului solar Ra.

Credințele timpurii se pot împărți în cinci grupuri distincte: 
- Enneada de la Heliopolis, a cărui zeu suprem era Atum - Ra
- Ogdoada de la Hermopolis, unde zeul suprem era Ra
- Triada Khnum-Satet-Anuket de la Elephantine, unde zeul suprem era Khnum
- Triada Amon-Mut-Khonsu de la Teba, unde zeul suprem era Amon
- Triada Ptah-Sekhmet-Nefertum de la Memphis, neobișnuită pentru că zeii nu erau înrudiți înainte ca triada să fie formată; unde zeul suprem era Ptah

În întreaga istorie a Egiptului Antic, credințele dominante ale oamenilor s-au contopit, s-au schimbat și s-au impus în funcție de puterea câștigată de liderii diferitelor grupuri. Acest proces a continuat chiar și după sfârșitul civilizației egiptene antice. Ca un exemplu, în timpul Noului Regat, zeii Ra și Amon s-au unit într-o singură divinitate, Amon-Ra. Această "contopire" într-o singură divinitate poartă numele de sincretism religios. Sincretismul trebuie să fie deosebit de grupările simple de zei, numite uneori și "familii", ca în cazul zeilor Amon, Mut și Khonsu (Teba), care nu s-au unit. Peste timp, zeitățile au luat parte în multipe relații sincretice, de exemplu, Ra s-a unit cu Heru pentru a deveni Ra-Heruakhety. Cu toate acestea, chiar dacă au luat parte la aceste relații sincretice divinitățile originale nu au fost complet absorbite în divinitatea combinată, deși individualitatea celor care o formează a fost cu mult redusă. Relațiile sincretice pot include și mai mult de doi zei. De exemplu, Ptah, Sokar și Wesir au devenit Ptah-Sokar-Wesir. Zeițele au urmat un model asemănător. De asemenea, important de știut este că uneori caracteristicile unei zeități sunt asociate cu cele ale altei zeități, fără să aibă loc un sincretism. De exemplu, asocierea zeiței Hethert cu Aset.
Un aspect interesant al mitologiei egiptene este că zeitățile joacă uneori roluri de-a dreptul antagonice. Ca exemplu, leoaica Sekhmet a fost trimisă de Ra ca să îi devoreze pe oamenii care s-au revoltat împotriva zeului, iar mai târziu a devenit o îndârjită protectoare a regatului și a vieții. Chiar mai complexe sunt rolurile jucate de Seth. Dacă îl judecăm după o perspectivă modernă, în special în legătură cu relațiile acestuia cu Wesir, Seth este o sursă a răului, un zeu diabolic. Această părere este greșită deoarece Seth juca în același timp și rolul de însoțitor și apărător al lui Ra împotriva lui Apep, șarpele gigantic din lumea subterană. Fără Seth, Ra, lipsit de apărare, nu ar mai putea să își facă zilnicul drum în barca sa solară, deci lumea ar fi lipsită de lumina soarelui

## Creația lumii
Mitul genezei lumii are diferite variante în mitologia egipteană. Cea mai cunoscută din ele provine din Heliopolis. Se spune că la începuturi exista doar o mare întunecată, trupul zeului Nu. Nu făcea parte dintr-un grup de opt zei primordiali, numit Ogdoad. Din adâncul apelor a ieșit la un moment dat un munte, iar în vârful lui a strălucit în întreaga lui splendoare Ra-Atum, zeul soarelui, un alt membru al grupului Ogdoad și creatorul lumii. El scuipă și o creează pe Tefnut, zeița umidității, apoi tușește aducîndu-l pe lume pe zeul Shu , zeul aerului (Herodot spune că cei doi s-au născut din sperma zeului). Shu este văzut de obicei ca un om, deși unii îi atribuie înfățișare de leu. Tefnut are corp de om și cap de leoaică, sau este în întegime leoaică. Shu și Tefnut devin amanți și în urma relației lor se nasc Geb, zeul pământului și Nut, zeița cerului. Geb se așază pe sol, iar Nut se arcuiește deasupra lui, împingându-l la o parte pe bunicul lor, Nu. Apoi, Atum creează toate celelalte forțe ale universului și îi poruncește lui Shu, să îi separe pe Geb și Nut, așezându-se între ei. De aceea, de acum încolo cerul va fi separat de pământ  de aer. În multe reprezentări egiptene însă, Nut continuă să fie legată de Geb prin privirea ei și prin vârful mâinilor și al picioarelor cu care unește estul de vest.
Alte versiuni ale mitului creației sunt mai puțin cunoscute. Una din ele spune că Atum s-a născut dintr-o uriașă floare de lotus și avea înfățișarea unui prunc. Din gura lui au țâșnit zeii iar din ochii lui oamenii. La Theba, zeul creator este Amon, un zeu al vântului, care suflă pe suprafața oceanului primordial, Nu și scoate un strigăt de gâscă, pasăre inteligentă la egipteni, apoi ia forma soarelui. La Memphis, zeul înțelepciunii, Ptah, făurește lumea. El aduce la viață fiecare zeu și ființă rostindu-i numele.

### Apariția omului
Se spune că zeul Khnum, o divinitate cu trup de om și cap de berbec, este responsabil pentru apariția omului. Răbdător și priceput el îi modelează pe roata sa de olar, apoi le dă viață. Conform mitologiei egiptene, oamenii sunt indispensabili zeilor care se hrănesc cu ofrande.

## Desăvârșirea creației
După geneză urmează o perioadă de pace și înțelegere pentru zei. Atum (Ra) devine conducătorul celorlalți zei. Zeul Nu, reușește să se împace cu ideea că nu mai stăpânește întregul univers. El transformă ce a mai rămas din apele lui în fluviul Nil, indispensabil civilizației egiptene, și în ploi binefăcătoare.
Lui Ra nu i-a plăcut ideea ca Nut și Geb s-ar putea căsători, chiar dacă era ceva permis atunci, și i-a ordonat lui Shu să-i separe. Astfel între cer și pământ a intrat aerul. Dar la adopostul noptii cei doi se apropiau, organelelor lor genitale atingandu-se. Nut își păstrează poziția arcuită deasupra lui Geb, însă în timpul nopții ea se apleacă puțin asupra fratelui ei astfel încât să se poată atinge unul pe celălalt. 
Atum nu observă acest lucru. Astfel, Nut rămâne însărcinată cu cinci copii. Aflând despre acestea, Atum se înfurie și îi poruncește lui Nut să nu nască.
Decizia zeului a revoltat multe divinități. Nut a cerut ajutorul unui alt zeu, Thot, zeul înțelepciunii si al Lunii. Thot stia ca Ra are control asupra a 360 de zile. El a jucat senet cu Luna. Miza jocului era timpul. Thot a castigat partida si a primit 5 zile in stapanire. Aceste zile au fost create de Thot și nu de Atum, deci puteau fi folosite așa cum voia zeul inteligenței. Nut poate să nască fără să încalce porunca lui Atum. În acest timp Nut a putut naște cei cinci copii ai săi: Osiris, Isis, Seth, Nephthys și Horus cel Bătrân.
În prima zi ea l-a născut pe Osiris, moștenitorul tatălui său, Geb. Osiris a devenit primul faraon. În a doua zi, s-a născut Horus cel Bătrân, zeul cu cap de șoim, divinitatea războiului. În a treia zi, Nut vrea să se odihnească într-o oază, însă din ea țâșnește zeul Seth, zeu al fulgerelor, al deșerturilor și al răzbunărilor. În a patra zi, zeița cerului a născut-o pe Isis, protectoarea culturii, a căminului, a nașterii. În a cincea zi, este adusă pe lume zeița Nephtys, una din protectoarele morților.

## Regele și regina

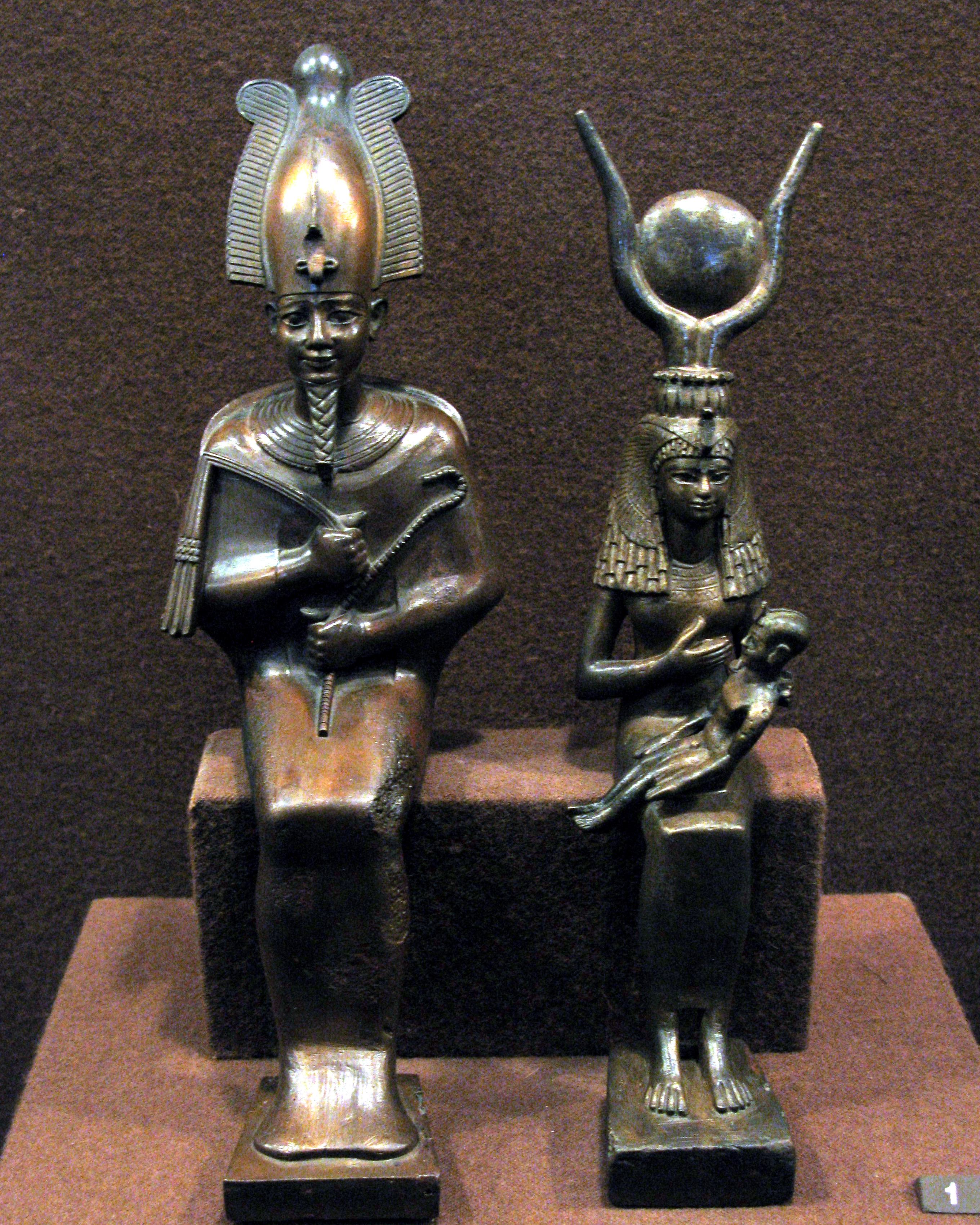
Statui cu Osiris, Isis și Horus

Dintre cei cinci copii, patru se căsătoresc: Isis se căsătorește cu Osiris, iar Seth cu Nephthys. Se spune că iubirea dintre Osiris și soția lui era imensă, cei doi fiind înlănțuiți în pântecele mamei, înainte de a se naște. Într-o zi însă, Osiris o confundă pe Isis cu sora ei, Nephthys (cele două erau gemene) și o lasă însărcinată. În urma acestei confuzii se naște zeul Anubis, cel cu cap de șacal. Isis află peste puțin timp de acest accident, dar nu vrea să se răzbune, ci dimpotrivă îl adoptă pe Anubis și îl crește ca pe propriul copil. Însă la rândul ei își dorește un copil de la Osiris, copil care avea să moștenească tronul Egiptului.

### Gelozia lui Seth
Seth află de relația dintre Nephthys și Osiris și devine gelos cu atât mai mult cu cât el domnea peste deșerturi, în timp ce fratele său domina pământurile fertile de la Nil. De aceea el pune la cale un plan pentru a se răzbuna. Seth pune să se construiască un minunat cufăr de lemn parfumat, încrustat, pictat și înfrumusețat. În timpul unui banchet la care se adunaseră toți zeii, Seth arată cufărul și anunță că îl va oferi celui care va atinge exact marginile cu capul și cu picioarele. Toți zeii acceptă să încerce. După unele surse, cufărul era foarte mare, având în lungime aproape cinci metri. Singurul care a încăput exact în cufăr era chiar Osiris (se spune că însuși Seth a luat măsurile fratelui său în timp ce acesta dormea). Când Osiris s-a culcat în cufăr, Seth l-a acoperit repede cu capacul. Complicii de complot au sosit imediat, au îndepărtat toți zeii, au bătut cuie în cufăr, ca să nu poată fi deschis și l-au dus cu ei. O confuzie de nedescris domnește printre zei. Geb se rănește și din picăturile sale de sânge se nasc pinul și rășina, Atum plânge, iar din lacrimile lui apar albinele. Seth și acoliții lui au aruncat cufarul bine ferecat în fluviu.

## Tristețe
Isis și Nephtys pleacă în căutarea lui  Osiris. Îl găsesc pe malul orașului Tyr. Acolo îl mumifică și îl ascund in delta Nilului.
Regele Seth, venit la vânătoare în delta Nilului, găsește trupul lui Osiris, pe care îl taie în bucăți și îl aruncă în Nil. Când Isis și Nephtys văd asta, încep să il jelească pe Osiris și lacrimile lor fac fluviul să se reverse. De atunci Revărsarea Nilului este ceva obisnuit în fiecare an în Egipt. Cele două zeițe îl cheamă pe Anubis, zeul mumificării, cu cap de șacal. Toți trei contribuie la refacerea și mumificarea lui Osiris. Apoi Isis îi dă viață soțului ei și concep un fiu: Horus.

### Prima mumificare
Isis îl cheamă în ajutor pe Anubis, zeul cu cap negru (culoare ce simboliza renașterea în Egiptul Antic). Cu răbdare acesta adună la un loc membrele, le freacă cu ulei, le înfășoară în bucăți de pânză, confecționând prima mumie. Când își termină treaba, Osiris deschide ochii și începe din nou să respire. Isis se transformă într-un erete și se așază pe trupul soțului ei. Astfel, cei doi au conceput un copil, care va putea deveni rege ca tatăl său. Acest copil a fost Horus cel Tânăr. Pentru a-și proteja iubitul, Isis ascunde cufărul devenit sarcofag, printre trestiile Nilului, unde zeițele apelor îi erau prietene.

### Seth, zeul răului
După ce a săvârșit această faptă, Seth a devenit cunoscut ca zeul egiptean al răului, dar a devenit și un zeu al forței. Pe o piramidă stă scris că regele mort avea „forța lui Seth”. Seth a fost zeul Egiptului Superior și tovarăș al lui Horus (fiul lui Osiris), zeul Egiptului Inferior. În dinastiile a XIX-a și a XX-a (1567-1085 î.Hr.), Seth a fost principalul zeu și patronul ramessizilor, de aici, numele regal Seti.
Între timp, deoarece Osiris dispăruse, Seth reclamă tronul în locul lui și îl și primește, deoarece Atum avea o slăbiciune pentru acest zeu. Isis care se afla încă în căutarea cufărului nu se poate opune acestui fapt. Se presupune că Seth a fost un rege rău și lacom. Într-o zi însă, aflându-se la vânătoare, el descoperă printre trestii sarcofagul lui Osiris. Cuprins de furie, el ciopârțește sicriul, scoate mumia, desface pânzele, face bucăți trupul și aruncă aceste bucăți în cele patru colțuri ale fluviului. Aflând acestea, Isis pornește din nou în căutarea soțului ei, trecând cu o barcă de-a lungul fluviului.  Pe fiecare mal unde găsește o bucată din Osiris construiește un templu în onoarea lui. În cele din urmă strânge toate bucățile, în afară de organele genitale (în amintirea acestui lucru, multe mumii nu vor avea la rândul lor). Osiris este din nou îmbălsămat și mumificat și devine regele lumii de dincolo. Se spune însă, că vocea lui poate fi auzită uneori într-un loc aflat în apropierea Nilului, numit „Gura lui Osiris”.

## Răzbunare

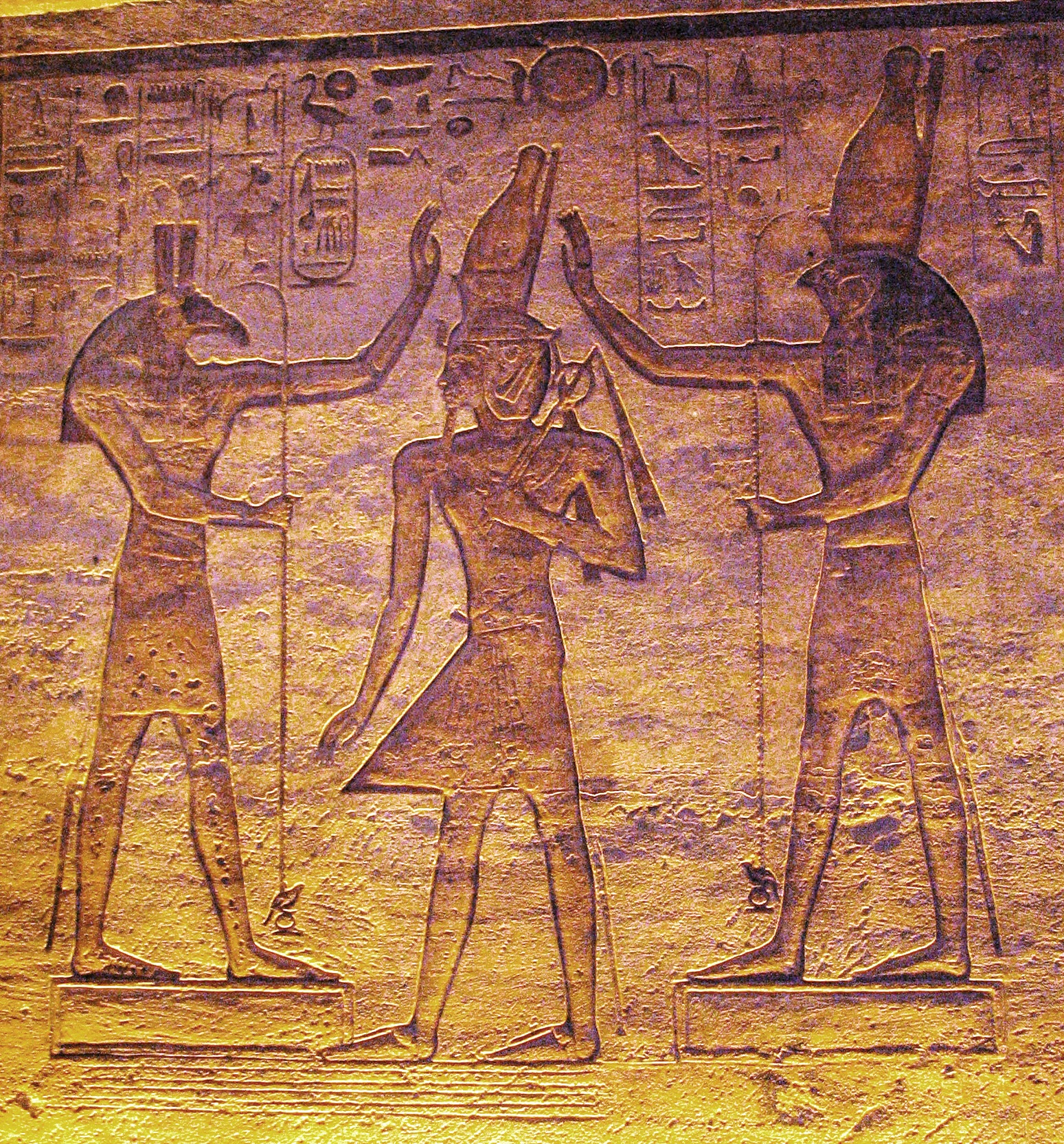
Zeii rivali Seth și Horus, reprezentați alături de Ramses II

Între timp, Horus ajunge la vârsta maturității și revendică tronul lui Seth. Atum este plictisit și supărat de aceste certuri. Isis și zeița Neith îl susțin pe Horus, spunând că el este moștenitorul legitim al lui Osiris. Deoarece lui Atum i se reproșează că nu ia nici o hotărâre, acesta se supărăr atât de tare, încât refuză să își continue drumul zilnic pe cer. Văzând că vor rămâne fără lumina solară, zeii încearcă să-l convingă să renunțe la această hotărâre, dar fără folos. Până la urmă, Hathor, zeița bucuriei și a dragostei reușește să îl înveselească și să îl readucă la normal.
Isis pretinde din nou tronul pentru fiul său. Seth sugerează ca zeii să se întrunească pe o insulă și să discute despre această problemă. Dar el spune ca zeiței Isis să i se interzică să vină pe insulă. Dar Isis vine sub înfățișarea unei femei muritoare foarte frumoase, și îl atrage pe Seth la o discuție, făcându-l să recunoască că este necinstit ca unui fiu legitim să i se refuze dreptul la tron. După aceasta Isis își arată adevăratul chip spunându-i lui Seth că l-a prins în cursă.
Atum ezită din nou să aleagă un conducător. Seth propune o întrecere: el și Horus să stea sub apă sub înfățișarea unor hipopotami, iar cel care stă mai mult să câștige întrecerea. Isis însă se teme că Seth va trișa și fabrică un harpon pentru a-l amenința pe fratele ei. Înduioșată însă de gemetele lui renunță să-l mai atace. Horus se înfurie și își ceartă mama. Dintr-un exces de furie chiar o decapitează. Thot sosește însă imediat și pune pe umerii lui Isis un frumos cap de vacă, ceea ce îi va servi uneori să apară astfel în alte legende. Epuizat, Horus adoarme. Seth îl caută, și găsindu-l adormit îi smulge ochii care vor deveni doi lotuși. Orb, Horus se retrage în deșert. Zeiței Hathor i se face milă de el și îl vindecă cu o picătură de lapte de gazelă. Horus își recapătă vederea.
Seth propune o nouă întrecere: cei doi să facă o cursă cu bărcile, însă bărcile lor să fie de piatră. Horus însă pregătește cu viclenie o barcă de lemn pe care o mânjește cu cretă ca să pară ca făcută din piatră. Astfel, când începe cursa, barca lui Seth, fiind foarte grea, s-a scufundat, iar cea a lui Horus a rămas la suprafață. Înfuriat, Seth se transformă în hipopotam, cu gând să răstoarne și barca adverasrului său. Horus se apără cu harponul și îl ține la distanță pe Seth. Văzând că nu s-a ajuns la vreo concluzie, Thot hotărăște atunci să ceară și opinia lui Osiris. Acesta cere să-l pună pe Horus pe tronul Egiptului, în amintirea faptelor bune pe care el le-a făcut și pe care urmează să le mai facă. 

### Decizia lui Atum
Atum consideră că el este cel mai în măsură să decidă cine va prelua tronul. El hotărăște să se întâlnească pentru ultima oară cu toți ceilalți zei. Isis îl aduce pe Seth legat pentru a nu mai pune la cale o lovitură murdară.  Atum îl desemnează pe Horus regele Egiptului, după el urmând la conducere un bărbat demn să-l succeadă, adică un faraon. Astfel toți faraonii vor fi Horuși și  vor transmite zeilor rugămințile oamenilor. Conform mitologiei egiptene, dinastiile se întemeiau atunci când un zeu îi făcea un copil unei regine. Cât despre Seth, el va sta de acum înainte lângă zeul soarelui. Forța lui Seth îl va proteja pe Atum, zeul deșertului având sarcina de a sta în partea din față a bărcii solare și de a-l ucide în fiecare noapte pe șarpele Apophis. Grație lui, soarele va lumina în fiecare dimineață, iar noaptea va fi păzit de pericole.

## Călătoria lui Ra și metamorfozele soarelui
În mitologia egipteană, soarele a căpătat un rol foarte important și de aceea, s-au dezvoltat și o mulțime de mituri legate de acesta. Se spune că zeul soarelui, Ra, călătorește tot timpul zilei într-o barcă, traversând cerul de la est la vest până la așa-numita „poartă a serii”, aflată în apropierea gurii zeiței cerului, Nut. Acolo îl așteaptă o nouă ambarcațiune, cu ajutorul căreia va putea trece pe Nilul subteran, un fluviu de nisip, lipsit de apă, aflat într-o regiune umbroasă. Ra călătorește prin lumea subterană împreună cu Seth, care stă în fața lui, Uadjet zeița-cobră, Ochiul lui Ra, zeița adevărului, Maat și o  sumedenie de mici genii  bine înarmate. De asemenea, li se pot alătura și sufletele unor morți care vor să iasă dimineața la suprafață, să-și revadă locurile natale, dar aceasta putându-se face numai cu o autorizație scrisă de zeul Thot. Tot morții au rolul de a trage barca zeului pe fluviu, uneori această sarcină fiind atribuită stelelor. Ra are de traversat douăsprezece peșteri, apărate de douăsprezece porți, timp de douăsprezece ore. La prima poartă, barca este întâmpinată de o zeiță. În acest timp, Ra denumește toate divinitățile și toate ființele care se află pe mal, paralizându-le astfel cu cuvântul său și împiedicându-le să-i facă vreun rău.

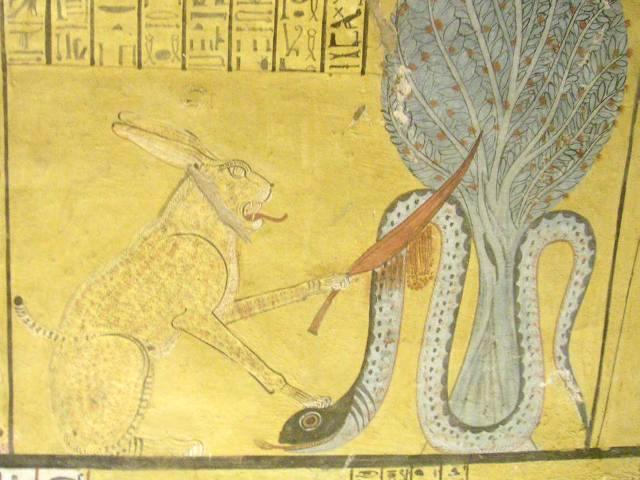
Ra cu înfățișare de iepure, luptându-se cu șarpele Apophis; Luxor, Egipt

În timpul fiecărei călătorii nocturne, barca lui Ra este atacată de un șarpe gigantic, Apophis, care este de fiecare dată răpus de zeul Seth sau Bastet și de geniile aflate sub comanda lui. În cea de-a cincea oră, Ra și însoțitorii lui ajung în peștera lui Osiris, stăpânul lumii morților. În ce-a de-a douăsprezecea oră Ra se metamorfozează în scarabeu și își schimbă numele în Khepri. Aceasta este ipostaza răsăritului pe care o are soarele, la fel cum Chnum, zeul cu cap de berbec, este ipostaza apusului. Mai mult, numele Khepri înseamnă „a  deveni”.  Acum, Apophis încearcă din nou să atace barca, Seth luptându-se cu el încă o dată, și pentru ultima oară înaintea răsăritului. Kephri trece peste vârfurile picioarelor zeiței Nut și se arată în est. Însoțitorii lui nu îl părăsesc, deoarece mai există încă multe pericole pentru soare: furtuni, ploi și Apophis, care la prânz vine să bea apă din fluviul celest. Spre amiază, Khepri se re-metamorfozează în Ra, zeul cu trup de om și cap de șoim, personificarea soarelui la zenit.

## Alți zei din mitologia egipteană
Alături de zeii pe care se bazează mitologia egipteană și care fac parte din eneadă (gruparea celor 9 zei importanți), există alte divinități auxiliare - Anubis (zeu funerar și îmbălsămător), Nehbet (ocrotitoarea nașterilor), Min (zeu falic fecundator), Thot (zeul înțelepciunii), Maat (zeița justiției).
În altă categorie intră zeii menținerii existenței cosmice - Hathor (mama universală), Hnum (creatorul de viață și dătătorul apelor din Nil), Neith (zeiță solară și războinică), Ptah (inima și limba lui Ra, adică ideea și verbul).
Ramurile panteonului coboară la zei secundari ca Bes (patronul familiei și al veseliei), Bastet (pisica sfântă protejând graviditatea femeiască).
Devenit important mai târziu, Aton fusese o veche divinitate personificând discul solar; apoi, contopindu-se cu Ra, ajunge obiectul reformei religioase efectuate în sec. XIV-lea de Akhenaton (Amenophis al IV -lea, soțul celebrei regine Nefertiti), în încercarea sa de realizare a monoteismului, dezmembrat, însă după moartea faraonului reformator.

## Moarte și mumificare

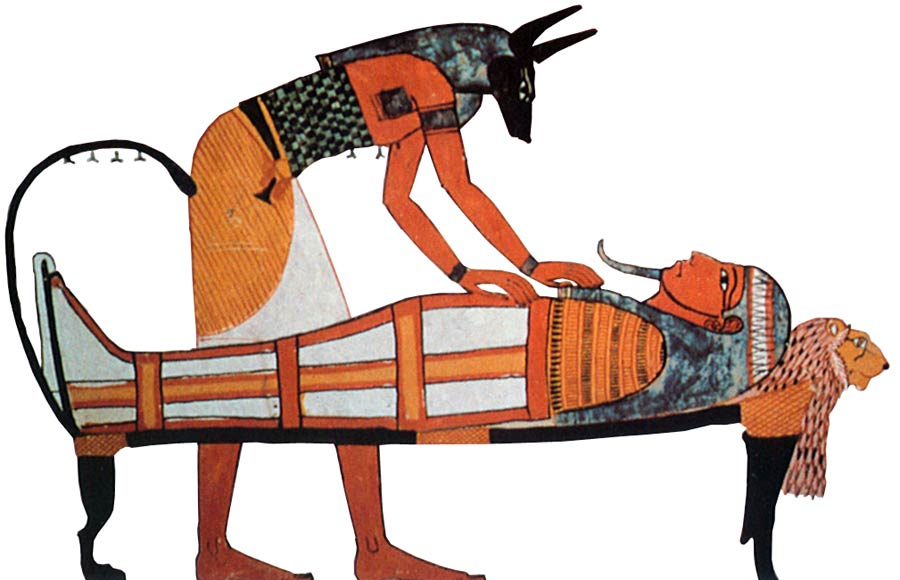
Zeul Anubis este inventatorul mitic al îmbălsămării și al mumificării; în această imagine el pregătește trupul lui Sennedjen.

Atunci când Khnum a modelat oamenii pe roata de olar, le-a adăugat pe lângă trup și energie vitală (numită „ka”) și suflet, personalitate („ba”, de obicei reprezentat cu trup de pasăre și cap de om). Cele trei coexistă în timpul vieții, împreună ren (numele), sheut (umbra) și sekhem (acestea însă nu sunt atât de importante, deoarece, omul nu mai are nevoie de ele după deces). După moarte însă, sufletul și energia vitală își iau zborul, fiind nemuritoare, iar corpul se descompune. Pentru a dobândi viața de după moarte, la fel ca zeul Osiris, omul trebuie să aibă toate cele trei elemente componente. De aceea, vechii egipteni îmbălsămau și mumificau trupurile pentru a le păstra în formă intactă timp de mult timp. Ceremonia de mumificare era atât de lungă și de complicată încât numai regii, reginele, vizirii și persoanele foarte importante beneficiau de ea. Primul care a realizat mumificarea, deci inventatorul ei, a fost zeul Anubis, de la care se spune că au învățat procedeul și preoții egipteni.  Animale precum pisica sau babuinul erau de asemenea mumificate, deoarece erau sacre, protejate de zeii Bastet, respectiv Thot.

### Cei patru fii ai lui Horus
Deși contrar logicii, fiii lui Horus, zeii punctelor cardinale, asistă conform picturilor egiptene la îmbălsămarea lui Osiris. Ei îndeplinesc chiar un ritual de o importanță foarte mare, deschizând gura mumiei, pe care o ating cu mâna. Astfel, Osiris va putea să mănânce și să vorbească în lumea morților. Acești patru zei au preluat de atunci sarcina de a veghea asupra ficatului, plămânilor, intestinelor și stomacului mumiilor. Îmbălsămătorii  pun aceste viscere în vase funerare, având capacul sculptat în formă de cap (de obicei, capetele celor patru fii ai lui Horus). Hapi, zeul nordului cu cap de pavian păzește plămânii; Imseti, zeul sudului, cu cap de om, apără ficatul; Quebesenuef, zeul vestului, cu cap de șoim, păzește intestinele, Duamutef, zeul estului cu cap de câine sau de șacal se ocupă de stomac.

### Judecata
După moarte, defunctul trebuie să coboare în lumea subterană, unde va fi judecat de Osiris. Zeița adevărului, Maat, are sarcina de a cântări pe o balanță inima mortului, care este cu atât mai grea cu cât este mai plină de greșeli. Pe celălalt taler al balanței, stă pana fermecată a zeiței care nu a mințit niciodată. Dacă omul a păcătuit mult în timpul vieții, inima este înghițită de un monstru cu corp de hipopotam și cap de crocodil. Pentru acel om viața eternă de după moarte nu mai este posibilă.

### Akh
Se spune că morții vin uneori să-i tulbure pe cei vii, dacă, după părerea lor nu sunt onorați îndeajuns sau dacă mormântul lor nu mai este îngrijit. Aceasta este încă o parte a omului, akh, nemuritoare la fel ca ba-ul și ka-ul, asemănătoare unei fantome.

## Perioada monoteistă

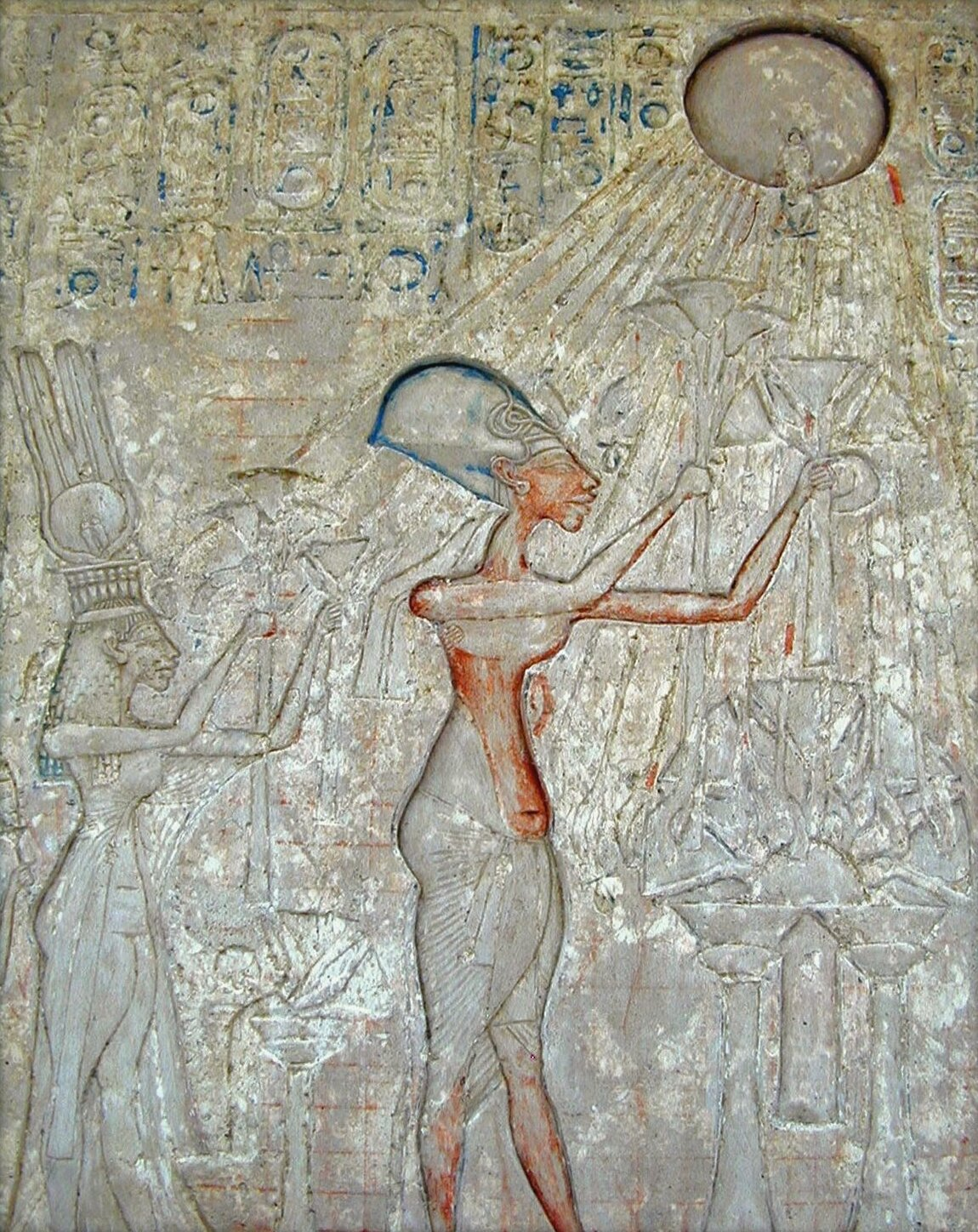
Faraonul Akhenaten și familia sa rugându-se la Aton.

Un scurt interval de monoteism a avut loc în timpul domniei lui Akhenaten, concentrat pe cultul zeului egiptean Aton. Akhenaton a scos în afara legii venerarea oricărui alt zeu și a construit o nouă capitală (Amarna) cu temple închinate lui Aton. Schimbarea religioasă a supraviețuit doar până la moartea lui Akhenaton, iar vechea religie și-a reintrat în drepturi în timpul lui Tutankhamon, probabil fiul lui Akhenaton. Interesant este că Tutankhamon și alți faraoni de după restorație au fost excluși din listele viitorilor regi, la fel ca ereticii Akhenaten și Smenkhare.
Deși mulți istorici văd această perioadă drept monoteistă, câțiva cercetători nu ne dezvăluie atenismul chiar așa. Ele specifică că oamenii nu îl venerau pe Aten, ci pe membrii familiei regale, ce au format un panteon de zei care au primit puterea divină de la Aten. Acest punct de vedere nu este împărtășit și de comunitatea istorică. Câțiva cercetători merg atât de departe încât să afirme că Akhenaten sau unul din adepții lui era Moise din Biblie. Comunitatea egiptologică consideră aceste afirmații neștiințifice, deoarece nici una din teorii nu se bazează pe dovezi solide și venerarea lui Aten nu are nimic în comun cu religia lui Moise.
Conform lui John Tuthill, profesor la Universitatea din Guam, motivele lui Akhenaten pentru reforma sa religioasă, au fost în primul rând politice. În timpul domniei lui Akhenaten, zeul Amon s-a înălțat la un statut atât de ridicat încât preoții lui erau mai bogați și mai puternici chiar decât înșiși faraonii.
După căderea dinastiei de la Amarna, panteonul egiptean original a supraviețuit mai mult sau mai puțin ca o religie dominantă, până la răspândirea creștinismului coptic și a islamului. Mitologia egipteană a depus surprinzător de puțină rezistență în fața creștinismului, în secolul al IV-lea aflându-se deja în plin declin.

## Temple
Multe temple au rezistat până astăzi. Altele sunt doar niște ruine sau au fost distruse complet. Faraonul Ramses al II-lea a fost un mare construitor de temple.
Câteva temple cunoscute sunt:
- Abu Simbel – Complex format din două temple de piatră din sudul Egiptului, pe malul vestic al Nilului.
- Abydos (Marele Templu din Abydos) – Lăcaș de adorație a regilor timpurii, ale căror morminte se află chiar sub templu.
- Ain el-Muftella (Oaza Bahariya)  – A folosit probabil drept centrul orașului El Qasr. A fost construit în timpul celei de-a XXVI-a Dinastii.
- Karnak – Odată, parte din capitala antică a Egiptului, Theba.
- Bani Hasan al Shurruq  – Aflată în mijlocul Egiptului lângă Al-Minya și a supraviețuit reconstrucției Noului Regat.
- Edfu – Templu ptolemeic aflat între Aswan și Luxor.
- Templul lui Kom Ombo – A controlat rutele comerțului dntre Nubia și Valea Nilului.
- Luxor – Construită de Amenhotep al III-lea și Ramses al II-lea, a fost centrul Festivalului Opet.
- Medinet Habu  (Templul memorial al lui Ramses al III-lea)– Templu și complex de temple datând din vremea Noului Regat.
- Templul lui Hatshepsut – Complex de temple mortuare la Deir el-Bahri cu o deosebită colonadă, construită cu aproape 2000 de ani înaintea Parthenon-ului.
- Philae –  Insula Philae cu Templul lui Aset, care a fost construit în timpul celei de-a Treizecea Dinastii.
- Ramesseum (Templul memorial al lui Ramses al II-lea) – Construcția principală dedicată cultului funerar;
- Complexul Dendera – Complex format din cîteva temple; cea mai umbrită construcție este templul principal, Templul lui Hathor.

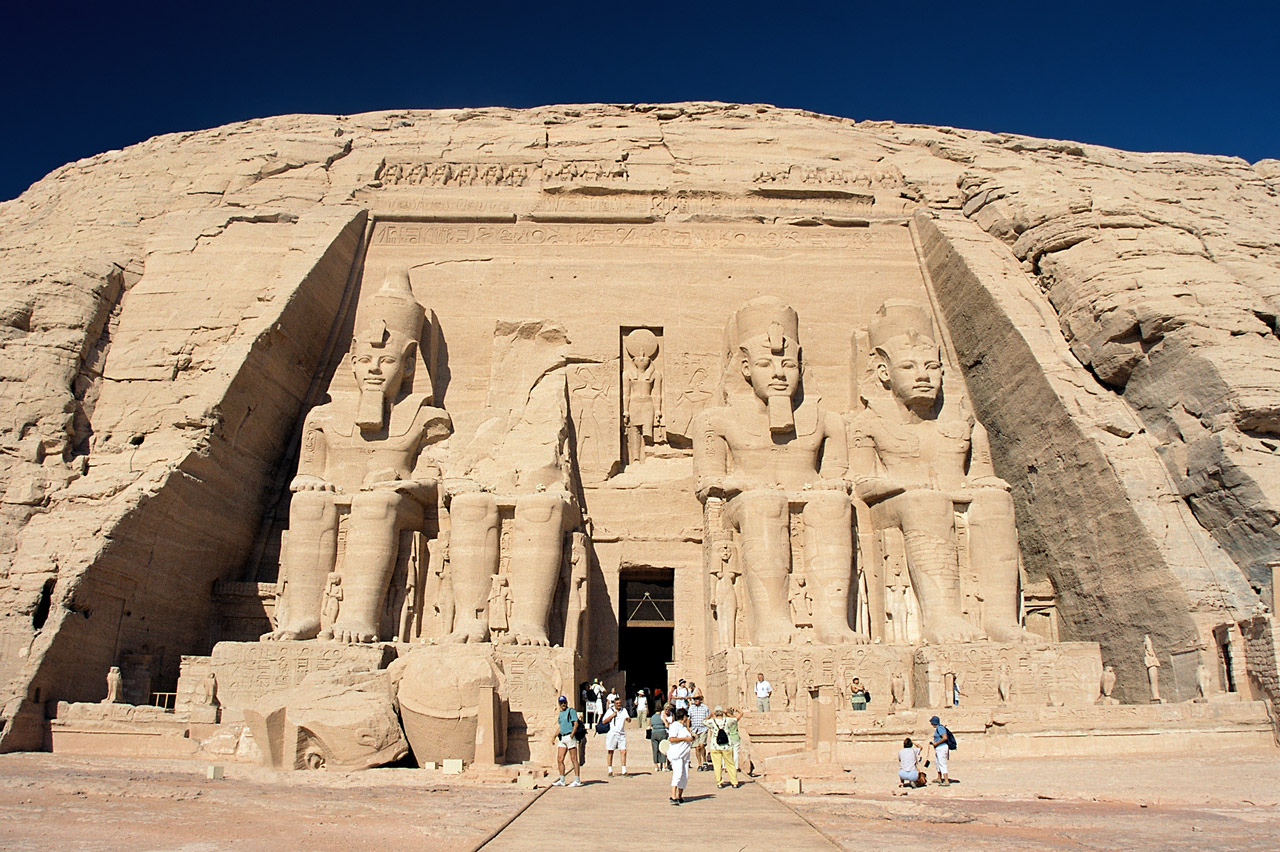
Fațada celui mai mare din cele două temple de la Abu Simbel
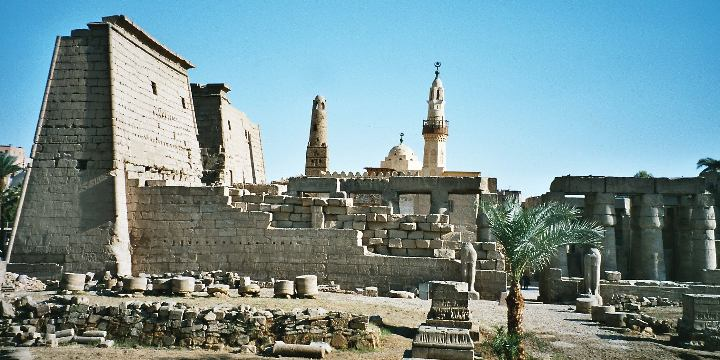
Templul Luxor, aflat pe malul estic al Nilului
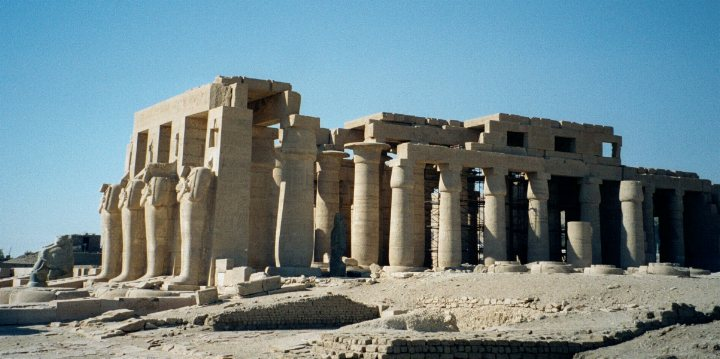
Ramesseum